# Maximator
Maximator er det interne navn på et netværk mellem de hemmelige tjenester i Danmark, Tyskland, Frankrig, Holland og Sverige, der kan sammenlignes med Five Eyes. Det blev grundlagt i 1976 på initiativ af Forsvarets Efterretningstjeneste og har opereret stort set uopdaget siden da. Det vigtigste værktøj til rekognoscering og dekryptering var salg af krypteringsenheder med svage krypteringsmetoder. Dette blev gjort via Crypto AG, der i al hemmelighed var ejet af BND og CIA.

## Aktiviteter
Indtil videre er kun aktiviteter fra den hollandske arm (TIVC) kendt, med hovedsageligt administrativ bistand til GCHQ i Falklands-krigen hvor de hjalp med afkodning af Argentinsk radiotrafik.
Efter opfordring fra CIA blev salget af kompromitterede krypteringsenheder fra det hollandske firma Philips til Tyrkiet håndhævet mod viljen fra Bundesnachrichtendienst (BND), Tysklands udenlandske efterretningsbureau og TIVC.
Tjenesten opretholdt en jordstation i Caribien på Curaçao, der overvågede og afkodede radiotrafikken fra Cuba og Venezuela.